# Джордж Бёрнс
Джордж Бёрнс (англ. George Burns, при рождении Натан Бирнбаум (англ. Nathan Birnbaum), 20 января 1896, Нью-Йорк — 9 марта 1996, Беверли-Хиллз) — американский актёр, комик, автор десяти книг, лауреат премии «Оскар». Актёрская карьера Джорджа Бёрнса длилась 94 года и считается одной из самых продолжительных в американском шоу-бизнесе. Первый в истории мирового кинематографа мужчина-лауреат «Оскара», достигший возраста 100 лет.

## Ранние годы
Натан Бирнбаум был девятым ребёнком в семье Бирнбаум из Нью-Йорка. Его отец был кантором в местной синагоге. В 1903 году во время эпидемии гриппа он скончался, и маленький Натти был вынужден пойти работать чистильщиком обуви, продавцом газет и посыльным.
В семь лет он устроился варить сироп в местную кондитерскую. Вскоре он с друзьями создал квартет, выступая где придётся: на улице, на паромах, борделях.
После четвёртого класса Натан Бирнбаум оставил школу, чтобы полностью посвятить себя шоу-бизнесу. Как и многие артисты его поколения, он занимался всеми видами развлечений: показывал трюки на роликах, пел, танцевал, выступал в водевилях. В то же время он стал курить сигары, что в зрелом возрасте стало его визитной карточкой, и взял себе псевдоним «Джордж Бёрнс». В своих интервью он признавался, что выбрал эту фамилию в честь двух известных в то время игроков в бейсбол по фамилии Бёрнс.

## Карьера

### Кино
В 1930-е годы Бёрнс начал сниматься в кино, сначала в короткометражных комедиях, а затем и в полнометражных лентах, таких как «Девичьи страдания» (1937), где он танцевал степ вместе с Фредом Астером, или «Школа свинга» (1938), в одной из ранних работ актёра Боба Хоупа.
Бёрнс и его жена Грейси Аллен имели косвенное отношение к серии «дорожных» фильмов Боба Хоупа и Бинга Кросби. В 1938 году продюсеру студии Paramount Pictures Уильяму Ле Барону принесли сценарий, написанный для Бёрнса и Аллен, но не вписывавшийся в их комедийный стиль. Было решено переписать сценарий под Хоупа и Кросби, фильм вошёл в историю кинематографа под названием «Дорога в Сингапур» (1940).

### Радио
Бёрнс и Аллен совместно вели одно из самых популярных американских радиошоу «Шоу Джорджа Бёрнса и Грейси Аллен», шедшее с 1934 по 1950 год. Сначала они изображали двух друзей, причем за Грейс «ухаживали» в эфире в разное время музыканты Рей Нобл и Арти Шоу, и певец Тони Мартин.
В 1940 году, учитывая, что аудитория знала их реальные отношения, актёры «стали» семейной парой. Шоу было трансформировано в комедию положений, сосредоточившись на семейной жизни и отношениях с друзьями и соседями: Элвией Оллмен, Биллом Гудвином, Мелом Бланком, Би Бенадерет, Хэлом Марчем и других. Музыку к шоу писал Мередит Уилсон, позже известный как создатель бродвейского мюзикла «Музыкант», он также принимал участие и в самом шоу.

### Телевидение

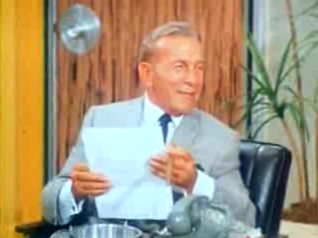
Джордж Бёрнс (1966)

В 1950 году «Шоу Джорджа Бёрнса и Грейси Аллен» перебралось на телеканал CBS, где продолжалось до 1958 года, пока Аллен по состоянию здоровья не была вынуждена покинуть его. По примеру Люсиль Болл и Деси Арнаса, создавших компанию Desilu Productions, они основали собственную компанию McCadden Corporation и приступили к созданию шоу и рекламных роликов, включая сериалы The People’s Choice с Джеки Купером, «Мона Маккласки» с Джульет Проуз, «Мистер Эд» с Аланом Янгом и несколько серий программы их хорошего друга Джека Бенни.
Бёрнс и Аллен, вместе и поодиночке, появлялись и в других телевизионных передачах, например Бёрнс в «Маппет-шоу». После окончательного закрытия «Шоу Джорджа Бёрнса и Грейси Аллен» в 1959 году, Бёрнс создал новую комедию положений «Венди и я», снимаясь в ней совместно с Конни Стивенс, Роном Харпером и Дж. Пэтом О’Мэлли. Однако шоу особенного успеха не имело и закрылось спустя год.
После смерти Грейси Аллен Бёрнс с головой ушёл в работу: участвовал в создании новых телевизионных сериалов, ездил в турне по США вместе с такими партнёрами как Кэрол Чэннинг, Дороти Провайн, Джейн Рассел и Конни Хэйнс, давал сольные концерты.

### Возвращение в кино
В 1974 году лучший друг Бёрнса Джек Бенни получил одну из ведущих ролей в комедии Нила Саймона «Весёлые ребята». Однако его здоровье начало ухудшаться, и Бенни рекомендовал своего друга ассистировать ему в ряде сцен. Бенни не суждено было закончить фильм, он скоропостижно скончался в том же году от рака поджелудочной железы. Бёрнс был глубоко потрясён его смертью. Он заменил друга в фильме, которому было суждено стать лучшим в его кинокарьере. 80-летний Бёрнс, сыгравший в паре с Уолтером Маттау забытых зрителями комедиантов, получил премию «Оскар» за лучшую роль второго плана, став самым пожилым её обладателем. Рекорд Бёрнса продержался до 1990 года, пока премию не получила 82-летняя Джессика Тэнди за фильм «Шофёр мисс Дэйзи».
В 1977 году Бёрнс появился в главной роли ещё в одном хите — комедии «О, Боже!» — совместно с певцом Джоном Денвером. Бёрнс сыграл Господа Бога, избравшего менеджера супермаркета своим посланцем. За эту роль он был удостоен премии «Сатурн». В этом образе Господа Бога в бейсбольной кепке Бёрнс появился вместе с певицей Ванессой Уильямс в сентябре 1984 года на обложке журнала Penthouse, издания, содержащего как скандальные фотографии обнажённой Уильямс, так и первые фотографии юной Норы Кузма, известной больше под именем Трейси Лордз. Надпись на обложке гласила: «О Боже, она голая!». Фильм «О боже!» имел два сиквела: «О Боже! Книга II» (1980) и «О Боже! Ты дьявол!» (1984), где Бёрнс сыграл одновременно бога и дьявола, борящихся за душу безработного музыканта Билли Шелтона.
В 1978 году Бёрнс появился в фильме «Оркестр клуба одиноких сердец сержанта Пеппера», созданного по мотивам альбома The Beatles с тем же названием. Одним из последних стал его фильм «Опять 18!» (1988), где он сыграл миллионера, поменявшегося телами со своим застенчивым 18-летним внуком.
В 1986 году власти Лос-Анджелеса назвали одну из улиц города именем Джорджа Бёрнса в честь его 90-летия, а в 1995 году — ещё одну в честь его жены. В 1988 году он был удостоен премии Кеннеди за свой вклад в искусство, а в 1994 году — Премии Гильдии киноактёров США за вклад в кинематограф. Бёрнс также имеет три звезды на голливудской «Аллее славы» за вклад в развитие театра (6672), кино (1639) и телевидения.

## Личная жизнь

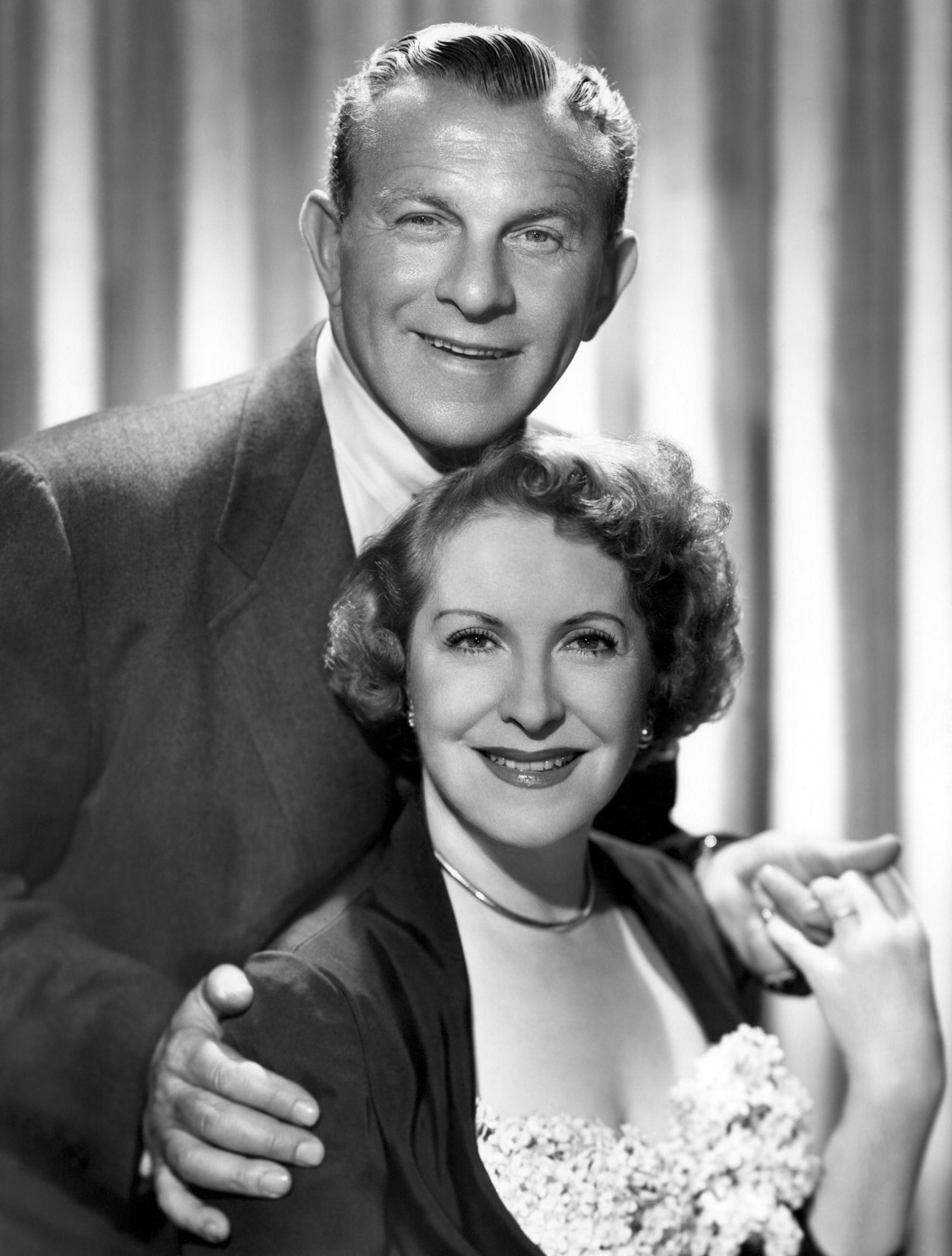
Джордж Бёрнс и Грейси Аллен в 1952 году.

Обычно Бёрнс выступал в паре с девушками, но никогда не завязывал с ними отношения, до тех пор, пока не познакомился в 1923 году с ирландкой Грейси Аллен, ставшей его женой на целых 38 лет (1926—1964). Они поженились в Кливленде 7 января 1926 года, бесстрашный поступок по тем временам, учитывая их происхождение: еврейское у Бёрнса и ирландское у Аллен. В 1934 году пара удочерила девочку Сандру, а в 1935 — сына Ронни (в будущем — актёр Ронни Бёрнс). Грейси Аллен умерла в 1964 году от сердечного приступа.
В июле 1994 года Бёрнс упал в ванной и попал в больницу, после этого его здоровье стало ухудшаться. 14 декабря 1995 года он посетил вечеринку по случаю 80-летия Фрэнка Синатры, но простыл. 20 января 1996 года Бёрнс был не в силах праздновать своё 100-летие и провёл вечер дома. 9 марта 1996 года актёр скончался в своем доме в Беверли-Хиллз. Бёрнс был похоронен рядом с Грейси Аллен, на их надгробии выбита надпись «Грейси Аллен и Джордж Бёрнс — снова вместе».

## Избранная фильмография
| Год       |   | Русское название                               | Оригинальное название                 | Роль               |
| --------- | - | ---------------------------------------------- | ------------------------------------- | ------------------ |
| 1937      | ф | Девичьи страдания                              | A Damsel in Distress                  | Джордж             |
| 1938      | ф | Школа свинга                                   | College Swing                         | Джордж Джонас      |
| 1952—1963 | с | Программа Джека Бенни                          | The Jack Benny Program                | в роли самого себя |
| 1966      | с | Шоу Люси                                       | The Lucy Show                         | в роли самого себя |
| 1977      | ф | О, Боже!                                       | Oh, God!                              | Бог                |
| 1978      | ф | Оркестр клуба одиноких сердец сержанта Пеппера | Sgt. Pepper’s Lonely Hearts Club Band | мистер Кайт        |
| 1979      | ф | Красиво уйти                                   | Going In Style                        | Джо                |
| 1980      | ф | О Боже! Книга II                               | Oh, God! Book II                      | Бог                |
| 1983      | с | Слава                                          | Fame                                  | в роли самого себя |
| 1984      | ф | О Боже!Ты Дьявол!                              | Oh, God! You Devil                    | Бог/Мистер Тофет   |
| 1994      | ф | Убийства на радио                              | Radioland Murders                     | Милт Лаки          |

## Награды и номинации
| Награда                        | Год  | Категория                                           | Название работы    | Результат |
| ------------------------------ | ---- | --------------------------------------------------- | ------------------ | --------- |
| Оскар                          | 1976 | Лучшая мужская роль второго плана                   | Весёлые ребята     | Победа    |
| Золотой глобус                 | 1976 | Лучшая мужская роль в комедийном фильме или мюзикле | Весёлые ребята     | Победа    |
| Сатурн                         | 1978 | Лучший киноактёр                                    | О Боже!            | Победа    |
| Сатурн                         | 1985 | Лучший киноактёр                                    | О, Боже! Ты дьявол | Номинация |
| Венецианский кинофестиваль     | 1980 | Кубок Пазинетти за лучшую мужскую роль              | Красиво уйти       | Победа    |
| Премия Гильдии киноактёров США | 1995 | Приз за достижения всей жизни                       | н/д                | Победа    |